# Número de Iribarren
Em dinâmica dos fluidos, o número de Iribarren ou parâmetro de Iribarren – também conhecido como parâmetro de semelhança de surf e parâmetro de quebra – é um parâmetro adimensional usado para modelar diversos efeitos de ondas de gravidade superficial (quebra) em praias e estruturas costaeiras. O parâmetro recebe esse nome em homenagem ao engenheiro espanhol Ramón Iribarren Cavanilles (1900–1967), que o introduziu para descrever a ocorrência de quebra de ondas em praias inclinadas.

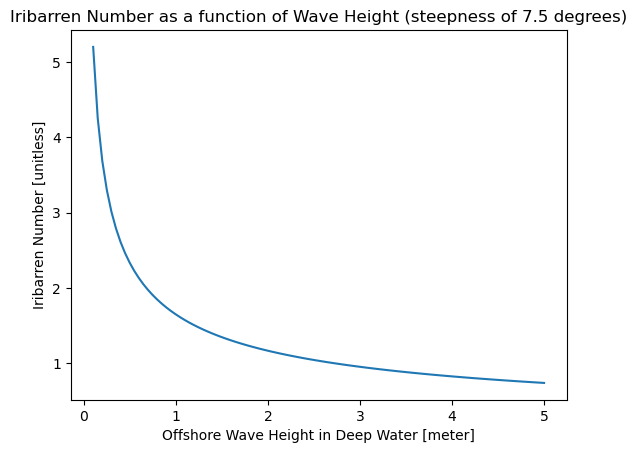
Número de Iribarren (ξ_{0}) em função da altura da onda com inclinação constante de 7.5 graus

Por exemplo, o número de Iribarren é usado para descrever os tipos de quebra de onda em praias, ou a elevação e reflexão de ondas em praias, quebramar e diques.

## Definição
O número de Iribarren, frequentemente denotado como Ir ou ξ – é definido como:
{\displaystyle \xi ={\frac {\tan \alpha }{\sqrt {H/L_{0}}}},}   com   {\displaystyle L_{0}={\frac {g}{2\pi }}\,T^{2},}
onde ξ é o número de Iribarren, {\displaystyle {\displaystyle \alpha }} é o ângulo da inclinação para o mar de uma estrutura, H é a altura da onda, L0 é o comprimento de onda em águas profundas, T é o período e g é a aceleração da gravidade. Dependendo da aplicação, diferentes definições de H e T são usadas, por exemplo: para ondas periódicas, a altura da onda H0 em águas profundas ou a altura da onda quebrante Hb na borda da zona de rebentação. Ou, para ondas aleatórias, a altura significativa da onda Hs em um local específico.

## Tipos de quebra

Tipos de quebra de onda

O tipo de quebra de onda – derramante, mergulhante, colapsante ou avançante – depende do número de Iribarren. Para ondas periódicas propagando-se em uma praia plana, existem duas possíveis escolhas para o número de Iribarren:
{\displaystyle \xi _{0}={\frac {\tan \alpha }{\sqrt {H_{0}/L_{0}}}}}   ou   {\displaystyle \xi _{b}={\frac {\tan \alpha }{\sqrt {H_{b}/L_{0}}}},}
onde H0 é a altura da onda offshore em águas profundas, e Hb é o valor da altura da onda no ponto de quebra (onde as ondas começam a quebrar). Então, a dependência dos tipos de quebra em relação ao número de Iribarren (ξ0 ou ξb) é aproximadamente:
| tipo de quebra          | faixa de ξ0    | faixa de ξb    |
| ----------------------- | -------------- | -------------- |
| avançante ou colapsante | ξ0 > 3.3       | ξb > 2.0       |
| mergulhante             | 0.5 < ξ0 < 3.3 | 0.4 < ξb < 2.0 |
| derramante              | ξ0 < 0.5       | ξb < 0.4       |

### Outras
- Goda, Yoshimi (2010). Random seas and design of maritime structures 3rd ed. [S.l.]: World Scientific. p. 213. ISBN 978-9814282406